# Ріяд Желассі
Ріяд Желассі (араб. رياض جلاسي, нар. 15 травня 1977, Тебурба) — туніський футболіст, що грав на позиції нападника.
Виступав, зокрема, за клуби «Етюаль дю Сахель» та «Есперанс», а також національну збірну Тунісу.

## Клубна кар'єра
У дорослому футболі дебютував 1995 року виступами за команду клубу «Етюаль дю Сахель», в якій провів п'ять сезонів.
Протягом 2000—2001 років захищав кольори команди клубу «Аш-Шабаб».
У 2001 році перейшов до клубу «Есперанс», за який відіграв 3 сезони. Завершив професійну кар'єру футболіста виступами за команду «Есперанс» у 2004 році.

## Виступи за збірну
У 1996 році дебютував в офіційних матчах у складі національної збірної Тунісу. Протягом кар'єри у національній команді, яка тривала 7 років, провів у формі головної команди країни 19 матчів, забивши 4 голи.
У складі збірної був учасником чемпіонату світу 1998 року у Франції, Кубка африканських націй 1998 року у Буркіна-Фасо, чемпіонату світу 2002 року в Японії і Південній Кореї.